# Parque nacional de Roztocze
El Parque nacional de Roztocze (en polaco: Roztoczański Park Narodowy) es un parque nacional situado en el este de Polonia, en el Voivodato de Lublin. Protege a los espacios naturales más valiosos de la parte media de la cordillera Roztocze. El Parque fue creado en 1974 y superficie inicialmente cubría de 48,01 km². Su tamaño actual es de 84,83 kilómetros cuadrados, de los cuales los bosques ocupan 81,02 km², y las áreas estrictamente protegidas 8.06 km². El Parque tiene su sede en Zwierzyniec.
Los inicios de la protección de la naturaleza en la región se remontan a 1934, cuando se creó la Reserva de Bukowa Góra (en la actualidad se trata de un área de protección estricta). En 1938, por primera vez en Polonia, un proyecto de ley que se publicó declaraba protegidas las aves en el área de la finca de la familia Zamoyski. El parque en sí fue creado a partir de los Bosques del Estado de los distritos de Kosobudy y Zwierzyniec, que habían pertenecido a la finca de la familia Zamoyski